# パサロス島
パサロス島（ポルトガル語、Ilhéu dos Pássaros）とは、アフリカ大陸のすぐ西の大西洋上に存在するバルラヴェント諸島を構成する、小さな島の1つである。

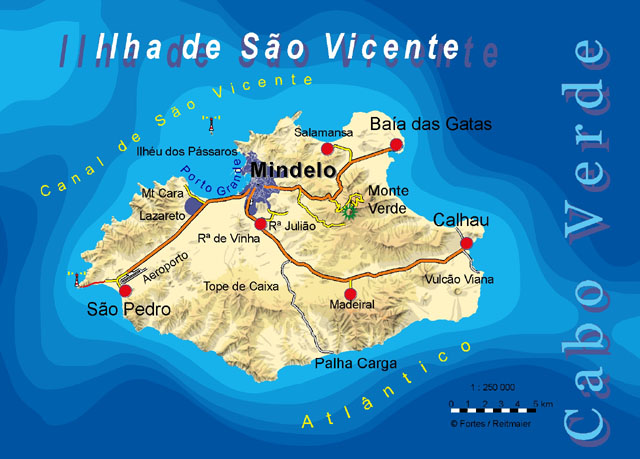
サン・ヴィセンテ島全島と周辺の地図。サン・ヴィセンテ島の北部にミンデロの町が形成されている。その北西の海上に描かれている燈台のマークのある場所がパサロス島である。

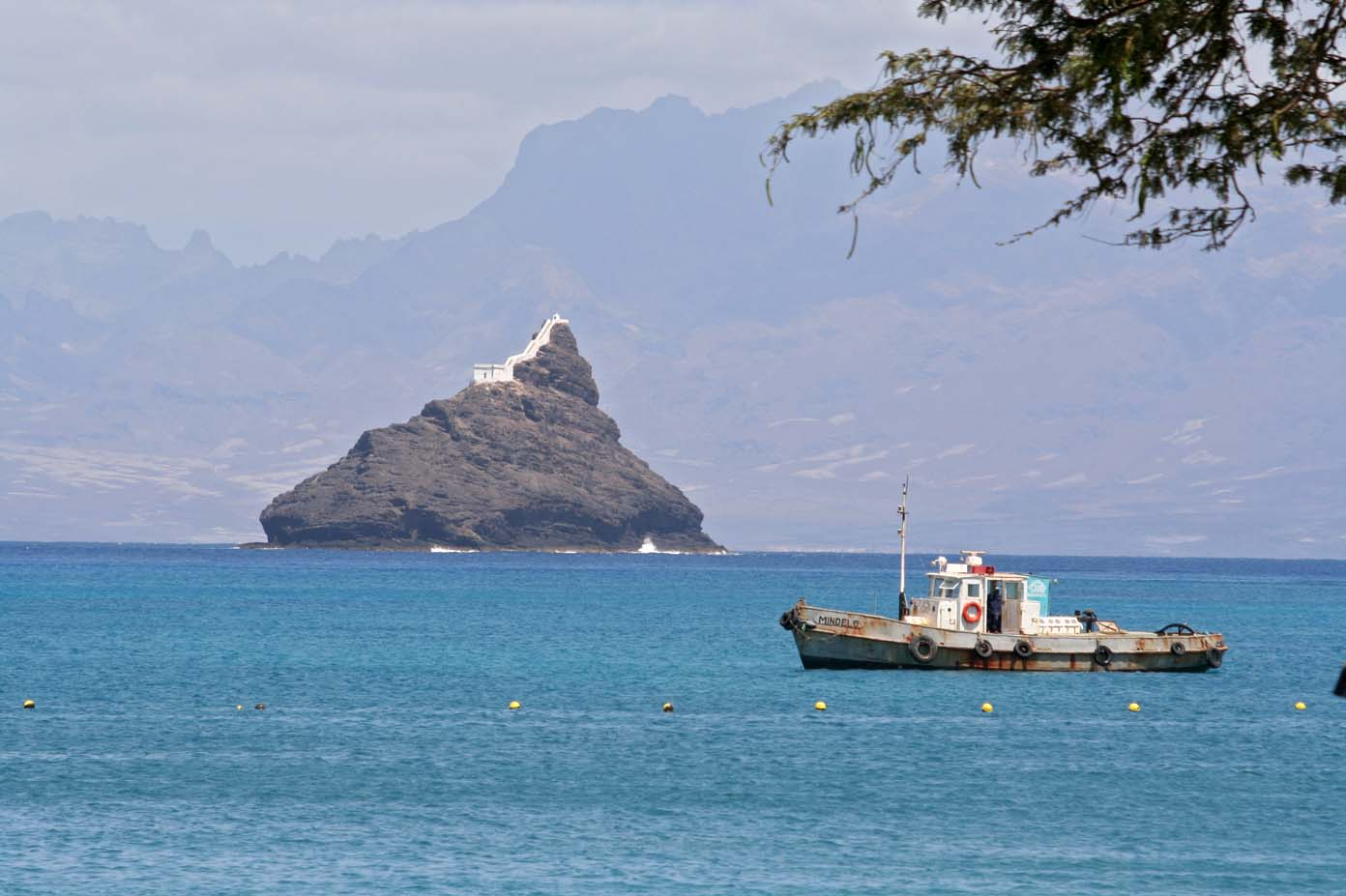
パサロス島の写真。

パサロス島はカーボベルデに属しているものの、無人島である。その大きさは、長さ約200メートル、幅約100メートルで、面積は0.02平方キロメートル程度と非常に小さい。この島はサン・ヴィセンテ島の近くに位置していて、同島の中心都市であるミンデロから見ると、北西に2キロメートルから3キロメートルほどの海上に位置している。